# Woskressensk
Woskressensk (russisch Воскресе́нск) ist eine Stadt in Russland. Sie ist das Verwaltungszentrum des Rajons Woskressensk in der Oblast Moskau und hat 91.464 Einwohner (Stand 14. Oktober 2010).

## Geografie
Woskressensk liegt am Fluss Moskwa, etwa 90 km südöstlich von Moskau. Die nächstgelegenen Städte sind mit jeweils etwa 25 Kilometern Jegorjewsk und Kolomna.
Der Ort zeichnet sich durch eine ungewöhnliche städtebauliche Struktur aus. Industriegebiete, Nebenflüsse der Moskwa und oberirdische Rohrleitungen zerteilen die Wohngebiete in sechs voneinander abgesonderte Teile. Die Stadt erstreckt sich über eine Länge von 16 km entlang der Moskwa und der Bahnlinie Moskau–Rjasan.

## Geschichte
Woskressensk entstand als Siedlung an einer 1862 eröffneten Station der neugebauten Eisenbahnlinie von Moskau nach Rjasan. Diese Station wurde nach dem nahegelegenen Dorf Woskressenskoje (Воскресенское) als Woskressenskaja (Воскресенская) bezeichnet. Am 1. Juli 1934 erhielt die am Bahnhof entstandene Ortschaft unter der heutigen Namensform den Status einer Siedlung städtischen Typs und am 14. Juli 1938 die Stadtrechte.
Die etwa fünf Kilometer südöstlich von Woskressensk in der zweiten Hälfte des 19. Jahrhunderts bei einem Kalksteinvorkommen entstandene Ortschaft Kolyberowo (mit Zementfabrik ab 1870 und verschiedenen anderen Betrieben der Baustoffwirtschaft seit den 1920er-Jahren), die ebenfalls 1934 Siedlung städtischen Typs geworden war, wurde im April 1954 eingemeindet. Als Stadtteil erhielt die Ortschaft den Namen Kommuna, die später südlich davon errichtete Plattenbausiedlung die Bezeichnung Kommuna-2.
Das drei Kilometer nordöstlich gelegene Lopatinski, entstanden 1883 bei einer Textilfabrik unweit des namensgebenden Dorfes Lopatino, ab den 1930er-Jahren gewachsen im Zusammenhang mit dem Abbau eines nahen Phosphoritvorkommens und Siedlung städtischen Typs seit 1963, wurde am 5. Mai 2004 ebenfalls nach Woskressensk eingemeindet.

### Bevölkerungsentwicklung
| Jahr | Einwohner    | Einwohner  | Einwohner  | Einwohner |
| ---- | ------------ | ---------- | ---------- | --------- |
| Jahr | Woskressensk | Kolyberowo | Lopatinski | gesamt    |
| 1897 | 2.289        | …          | …          | 2.289     |
| 1939 | 17.231       | 11.756     | …          | 28.987    |
| 1959 | 44.759       |            | …          | 44.759    |
| 1970 | 66.866       | 7.159      | 74.025     |           |
| 1979 | 76.449       | 10.351     | 86.800     |           |
| 1989 | 80.393       | 14.231     | 94.624     |           |
| 2002 | 77.871       | 14.337     | 92.208     |           |
| 2010 | 91.464       |            |            | 91.464    |

Anmerkung: Volkszählungsdaten

## Wirtschaft
Heute gilt Woskressensk als wichtiger Industrie- und Landwirtschaftsstandort. In der Stadt gibt es unter anderem Düngemittel-, Baustoff- und Textilfabriken, außerdem eine große Brotfabrik.

## Sport
Mit dem professionellen Eishockeyverein Chimik Woskressensk sowie einer neuen Eissportarena ist die Stadt insbesondere für diese Sportart bekannt.

## Söhne und Töchter der Stadt
- Igor Larionow (* 1960), Eishockeyspieler
- Ravil Isyanov (1962–2021), Film- und Fernsehschauspieler
- Andrei Lomakin (1964–2006), Eishockeyspieler
- Alexander Smirnow (* 1964), Eishockeyspieler und -trainer
- Alexander Tschornych (* 1965), Eishockeyspieler
- Waleri Kamenski (* 1966), Eishockeyspieler
- Dmitri Kwartalnow (* 1966), Eishockeyspieler
- Waleri Selepukin (* 1968), Eishockeyspieler
- Alexander Beketow (* 1970), Fechter und Olympiasieger
- Sergei Beresin (1971–2024), Eishockeyspieler
- Wjatscheslaw Koslow (* 1972), Eishockeyspieler
- Andrei Markow (* 1978), russisch-kanadischer Eishockeyspieler
- Alexander Romanow (* 1980), Eishockeyspieler
- Oleg Gubin (* 1981), Eishockeyspieler
- Sergei Bernazki (* 1982), Eishockeyspieler
- Wadim Chomizki (* 1982), Eishockeyspieler
- Alexander Junkow (* 1982), Eishockeyspieler
- Denis Makarow (* 1983), Eishockeyspieler
- Alexei Gluchow (* 1984), Eishockeyspieler
- Anton Awdejew (* 1986), Fechter
- Michail Junkow (* 1986), Eishockeyspieler
- Tatjana Andrjuschina (* 1990), Fechterin
- Anastassija Fessikowa (* 1990), Schwimmerin
- Andrei Loktionow (* 1990), Eishockeyspieler
- Ruslan Muraschow (* 1992), Eisschnellläufer
- Wladislaw Namestnikow (* 1992), Eishockeyspieler
- Alexei Makljukow (* 1993), russisch-kasachischer Eishockeyspieler
- Dmitri Schewtschenko (* 1995), kasachisch-russischer Eishockeyspieler

## Bilder der Stadt

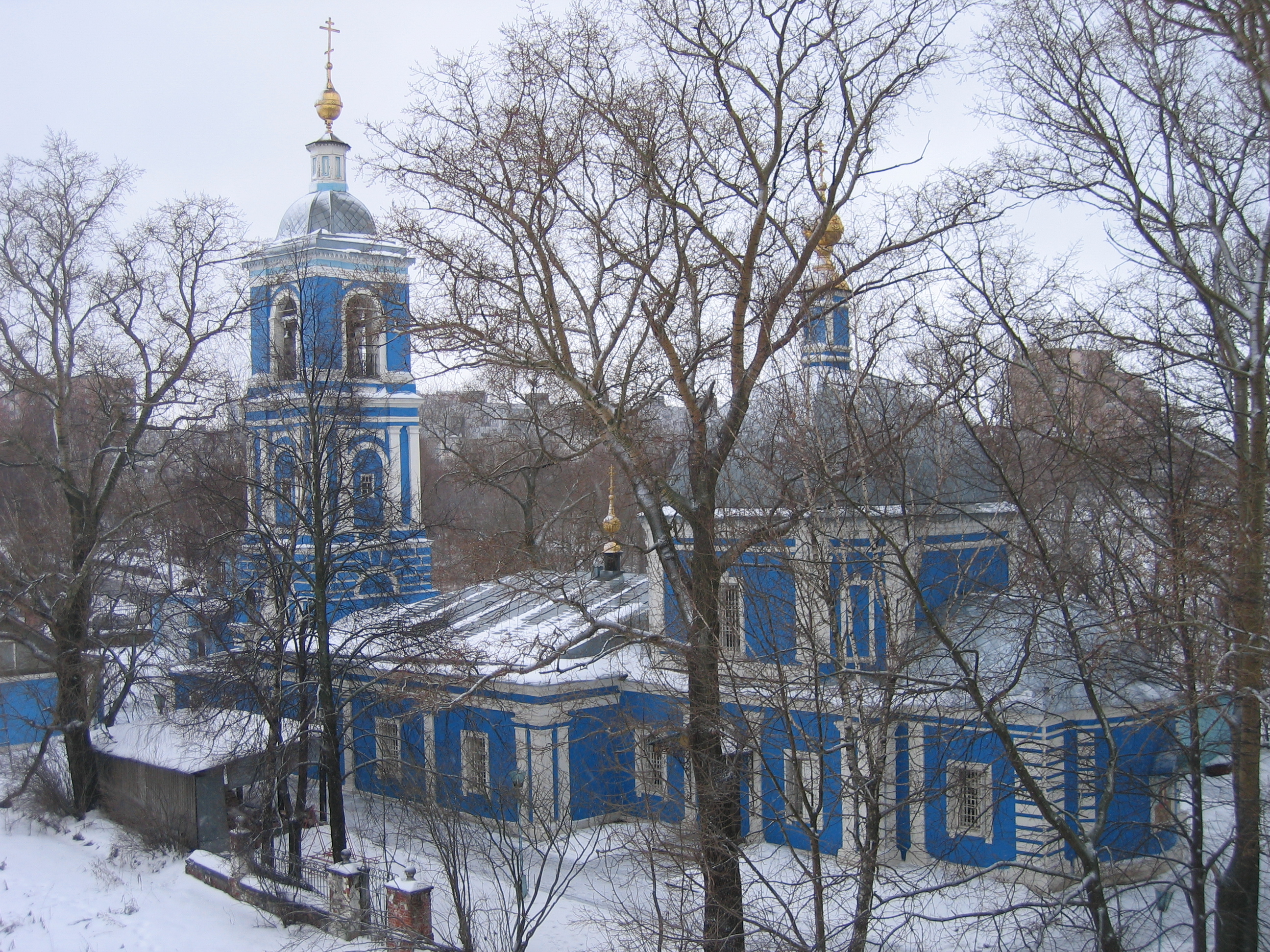
Johannes-Chrysostomos-Kirche
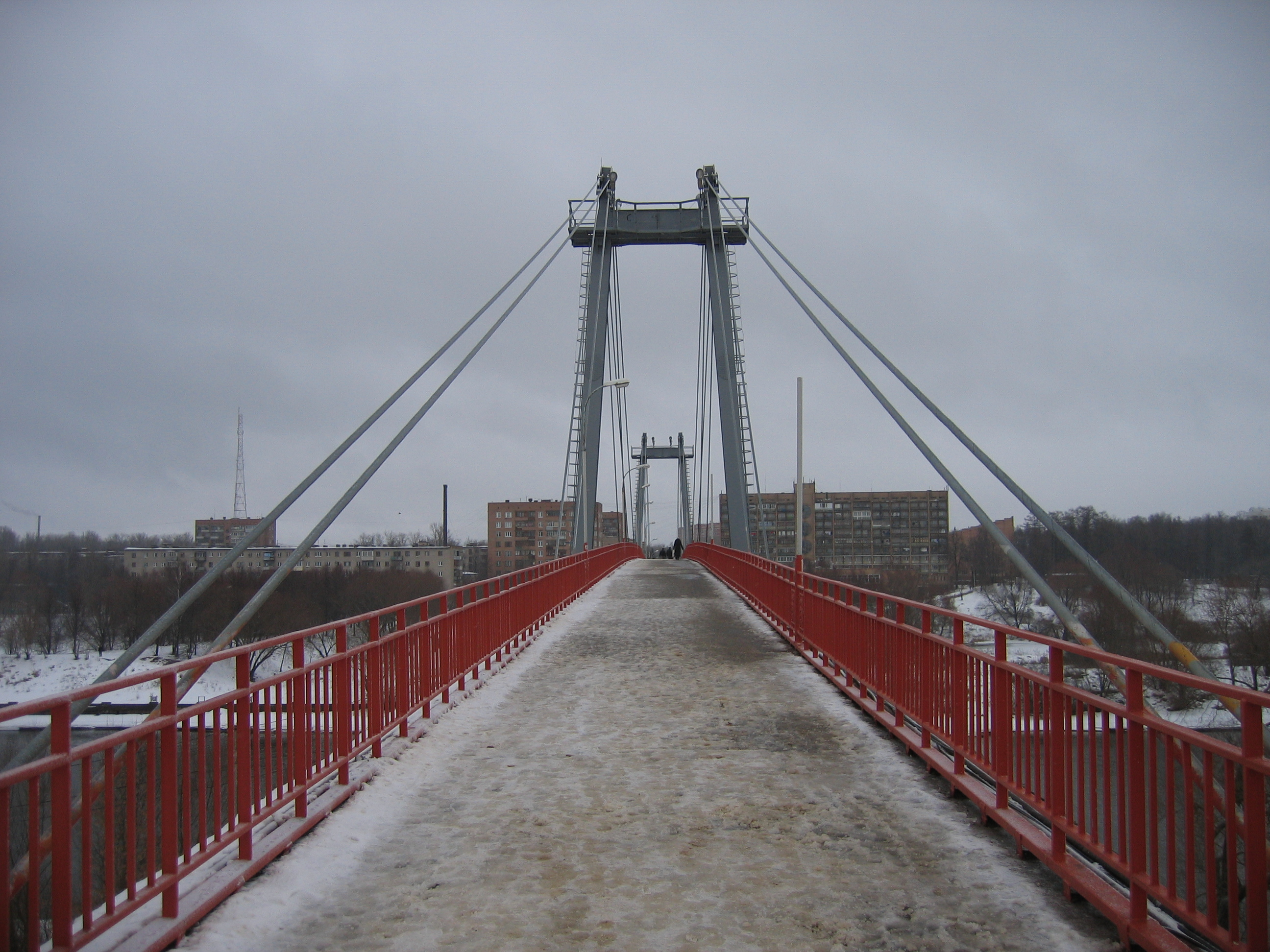
Fußgängerbrücke über die Moskwa
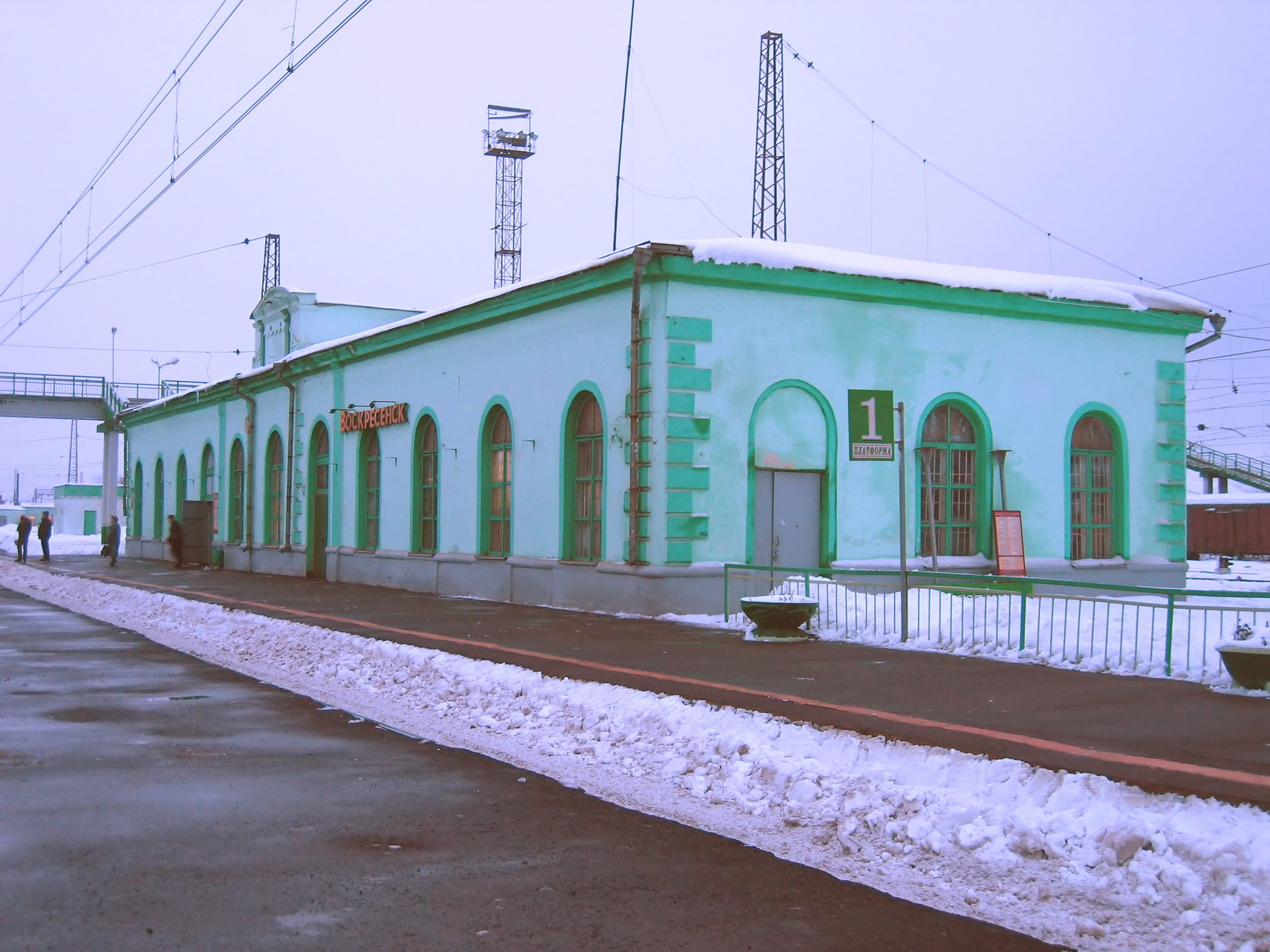
Bahnhofsgebäude
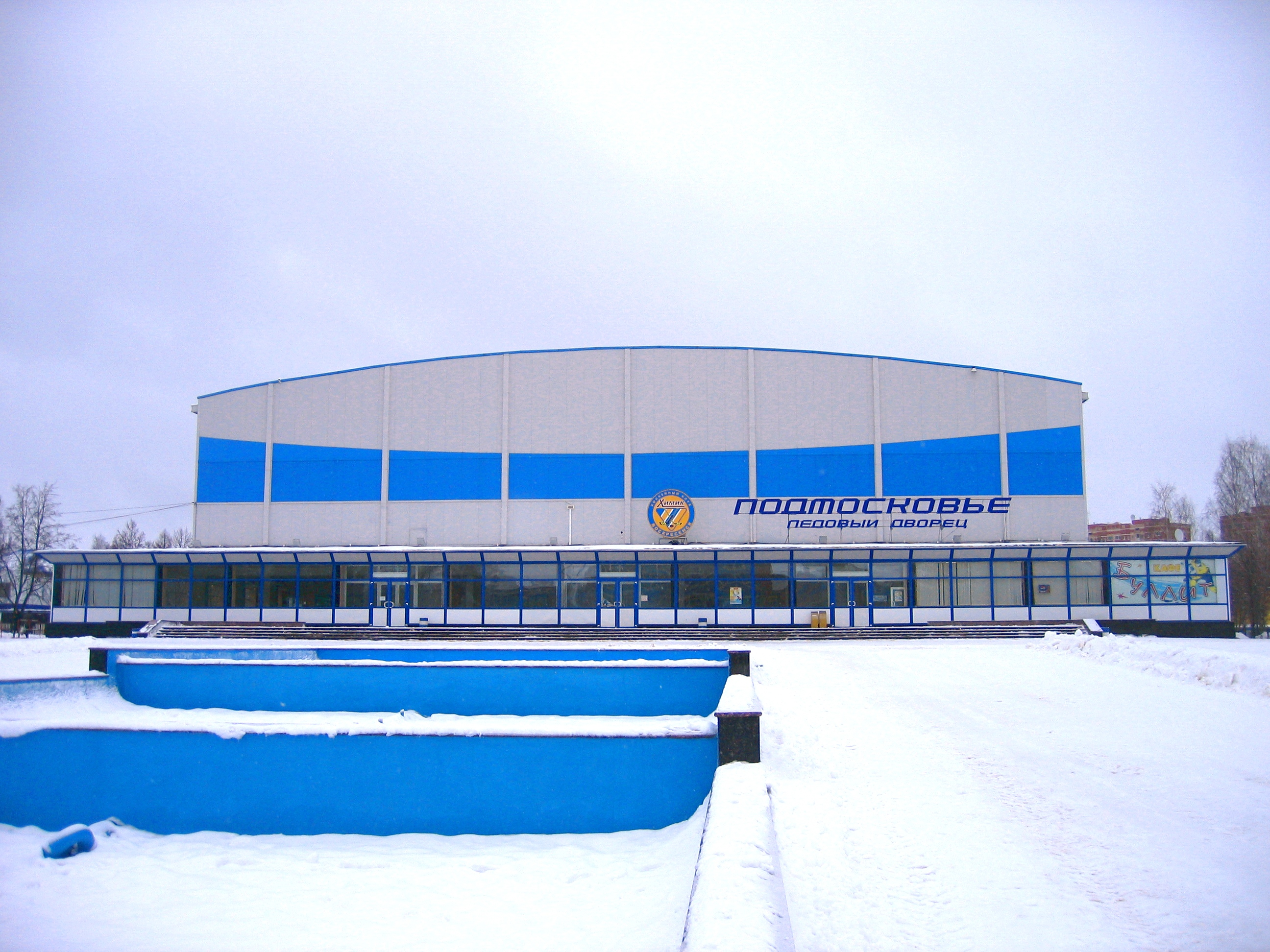
Eissportarena